# David Arrabal Carrión
David Arrabal Carrión (Barcelona, 1977). És un escriptor, guionista i il·lustrador espanyol, precursor de la novel·la de terror al Principat d'Andorra, on ha viscut disset anys. Ara resideix a Espanya, on continua amb la seva tasca de creatiu.

## Obra

### Novel·la
- 2012 El final de todos los inviernos (Editorial Círculo Rojo)
- 2015 Sueño inefable (Alentia Editorial).[1]
- 2016 Proyecto Dante: Andorra (Egarbook Editorial) / En comunión con el Infierno (Amazon)[2]
- 2016 Sitra Ahra (Amazon)[3]
- 2017 La noche roja (Autoedición)[4]
- 2018 La luz durmiente (Palabras de Agua Editorial)[5]
- 2019 Las virtudes de la pérdida (Amazon)[6]
- 2021 En un sueño de verano (Palabras de Agua Editorial)
- 2021 La canción sigue siendo la misma (Amazon)
- 2022 Tras las murallas de Ilión (Amazon)
- 2022 Deberíais estar todos muertos (Amazon)
- 2023 El triunfo sobre la vida (Amazon)
- 2024 La gran bestia (Amazon)

### Teatre
- 2018 Lorca no falla.[7]

### Cinema
- 2022 Quiet.[8][9]

## Premis
- 2013 Quart Concurs de Relats de Terror i Fantasia d'Encamp, amb el relat Els llops guarden el meu secret.[10]
- 2014 XVII Concurs de Poesia Miquel Martí i Pol, amb el poemari Miratge.[11]